# Sargocentron inaequalis
Sargocentron inaequalis är en fiskart som beskrevs av Randall och Heemstra, 1985. Sargocentron inaequalis ingår i släktet Sargocentron och familjen Holocentridae. Inga underarter finns listade i Catalogue of Life.